# Lisoclina
La lisoclina es la profundidad por debajo de la cual la mayor parte de los carbonatos de los sedimentos del suelo oceánico se disuelven en el agua marina.
Por debajo de este nivel sólo quedan sin disolver los carbonatos más resistentes, como los foraminíferos calcáreos, por lo que en los sedimentos todavía hay restos de carbonatos. Existe un segundo nivel, el llamado "nivel de compensación de la calcita" o "profundidad de compensación de la calcita" (NCC/PCC, o CCD: del inglés Calcite Compensation Depth), más profundo, por debajo del cual la totalidad de los carbonatos se disuelven.

## Lisoclina actual
Por lo general, en la actualidad la lisoclina se encuentra entre los 3000 y 5000 m de profundidad, cifra similar a la media de profundidad de los océanos. La lisoclina puede variar atendiendo a múltiples factores, entre los que se encuentran la concentración de CO2, el nivel de acidez de las aguas, o la latitud, llegando a estar en lugares como la Antártida apenas unos cientos de metros por debajo de la superficie.
La necesidad de una determinada profundidad para la disolución de carbonatos se debe a que la solubilidad de los mismos aumenta con la disminución de la temperatura y con el aumento de la presión. Es precisamente esta dependencia con la temperatura la responsable de que la lisoclina y la PCC no sean paralelas en el océano, estando generalmente la PCC más alejada de la lisoclina en el centro de la cuenca oceánica y más próxima en los márgenes.
No obstante, en otras épocas la lisoclina ha sufrido variaciones importantes, como por ejemplo hace 55 millones de años durante el máximo térmico del Paleoceno-Eoceno, donde se elevó drásticamente por todo el planeta, debido al aumento de temperatura y de CO2.